# Newcastle upon Tyne
Newcastle upon Tyne (röviden Newcastle) északkelet-angliai city státuszú nagyváros Tyne and Wear megyében a Tyne folyó partján. A római korban alapították Pons Aelius néven. A 20. legnagyobb város Angliában, a nagyobb Tyneside agglomeráció, melynek Newcastle is része, az ötödik legnagyobb ilyen egység Angliában.
Newcastle tagja az angliai magváros csoportnak (English Core Cities Group). A Newcastle-ből és környékéről származó embereket a köznyelvben geordie-knak nevezik. A latin Novocastrian szót általában csak a város Royal Grammar School nevű iskoláinak hallgatóira használják.

## Newcastle híres szülöttei
- Rudolf Abel (1903–1971) szovjet kém
- Peter Higgs (1929–2024) angol fizikus
- Eric Burdon (1941–) angol zenész, rockénekes
- Rowan Atkinson (1955–) angol színész, humorista
- Charlie Hunnam (1980–) angol színész
- David Leon (1980–) angol színész
- Cheryl Ann Fernandez-Versini (1983–) angol zenész
- Andrea Riseborough (színésznő)  (1980-) angol színésznő